# ديفيد قالبرايث
ديفيد قالبرايث (بالإنجليزية: David Galbraith)‏ (20 ديسمبر 1983 بلوتن في المملكة المتحدة - ) هو لاعب كرة قدم بريطاني في مركز الوسط. لعب مع توتنهام هوتسبير ونادي نورثامبتون تاون ونادي كيترينغ تاون ونادي كينغز لين وسانت ألبانز سيتي وArlesey Town F.C. ‏ ونادي بوسطن يونايتد.

## وصلات خارجية
- ديفيد قالبرايث على موقع قاعدة بيانات كرة القدم.إي يو (الإنجليزية)
- ديفيد قالبرايث على موقع Soccerbase.com (لاعب) (الإنجليزية)